# Camparini Gioielli Cup 2006
La Camparini Gioielli Cup 2006 è stato un torneo di tennis facente parte della categoria ATP Challenger Series nell'ambito dell'ATP Challenger Series 2006. Il torneo si è giocato a Reggio Emilia in Italia dal 26 giugno al 2 luglio 2006 su campi in terra rossa.

## Vincitori

### Singolare
Olivier Patience ha battuto in finale  Sergio Roitman con il punteggio di 6–4, 5–7, 6–2

### Doppio
Fabio Colangelo /  Giancarlo Petrazzuolo hanno battuto in finale  Giorgio Galimberti /  Alessandro Motti con il punteggio di 6–3, 6–4